# Buradów
Buradów – wieś w Polsce położona w województwie lubelskim, w powiecie parczewskim, w gminie Parczew. Leży przy drodze wojewódzkiej nr 813.
Wieś królewska w starostwie parczewskim województwa lubelskiego w 1786 roku. W latach 1975–1998 miejscowość administracyjnie należała do województwa bialskopodlaskiego.
Wieś stanowi sołectwo w gminie Parczew. Według Narodowego Spisu Powszechnego z roku 2011 wieś liczyła 34 mieszkańców.
Wierni Kościoła rzymskokatolickiego należą do parafii św. Wojciecha w Tyśmienicy.